# Новобиккино
Новоби́ккино (баш. Яңы Биккенә) — село в Чекмагушевском районе Республики Башкортостан Российской Федерации. Входит в состав Рапатовского сельсовета.

## География

### Географическое положение
Расположено при впадении реки Рапатки в реку Калмашку.
Расстояние до:
- районного центра (Чекмагуш): 9 км,
- центра сельсовета (Рапатово): 4 км,
- ближайшей ж/д станции (Буздяк): 63 км.

## История
В «Списке населенных мест по сведениям 1870 года», изданном в 1877 году, населённый пункт упомянут как деревня Новая Биккинина (Новая Биккина) 4-го стана Белебеевского уезда Уфимской губернии. Располагалась при речке Биккине, по правой стороне просёлочной дороги из Белебея в Бирск, в 137 верстах от уездного города Белебея и в 40 верстах от становой квартиры в деревне Курачева. В деревне, в 53 дворах жили 286 человек (142 мужчины и 144 женщины, татары, тептяри), была водяная мельница.

## Население
| 2002 | 2009 | 2010 |
| ---- | ---- | ---- |
| 249  | →249 | ↘211 |

Национальный состав
Согласно переписи 2002 года, преобладающие национальности — башкиры (54 %), татары (46 %).